# Kazuyoshi Taguchi
Kazuyoshi Taguchi (ur. 1838, zm. 4 lutego 1904) – japoński anatom działający w okresie Meiji. Profesor anatomii na Uniwersytecie Tokijskim. Przez dwa lata studiował w Berlinie. 

## Wybrane prace
- Ueber kalte Injektion mit japanischer Tusche (1880)
- Beiträge zur topographischen Anatomie des Kehlkopfes (1889)
- Die Lage des Nervus recurrens nervi vagi zur Arteria thyreoidea inferior (1889)
- Kaibō ran-yō (1896)